# Черток, Леонид Исаакович
Леонид (Иосиф) Исаакович Черток (1902, Екатеринослав — 1937, Москва) — деятель советских спецслужб, сотрудник ВЧК-ОГПУ-НКВД, Майор государственной безопасности (1935).

## Биография
Родился в 1902 году в г. Екатеринославе в семье ремесленника-бондаря. Еврей. Имел начальное образование, учился в Екатеринославском казённом еврейском училище. В 1915 г., окончив 2 класса, уходит из училища и становится учеником слесарной мастерской Штейна. После революции 1917 г. работает курьером в Екатеринославском Горисполкоме, потом на подённой работе у частных лиц, затем рабочим в мастерской Юдицкого. В марте 1919 года в возрасте 17 лет вступает в ряды РККА и проходит службу в Особом латышском батальоне. После месяца службы заболевает брюшным тифом. В августе 1920 года после выздоровления продолжает службу в 421 военном полевом госпитале в качестве рядового санитарной службы.
С июля 1921 года являлся сотрудником Екатеринославской губернской ЧК, в феврале 1922 года переводится в Москву на должность следователя Центрального аппарата ГПУ.
- 1922 год — комиссар ударной группы оперативного отдела ГПУ РСФСР.
- 1922—1927 — уполномоченный ОГПУ СССР.
- 1923—1927 — состоит в ВЛКСМ.
- июль 1927 года — кандидат в члены ВКП(б), август 1929 года — член ВКП(б).
- С 1 августа 1929 года — сотрудник Секретного отдела Секретно-оперативного управления ОГПУ при СНК СССР.
- 1931 год — помощник начальника 4-го отделения (по борьбе с бывшими белогвардейцами и лицами, служившими царскому режиму, а также с сионистскими группами и партиями) Секретного отдела Секретно-оперативного управления ОГПУ при СНК СССР.
- 1931—1932 — оперуполномоченный 4-го отделения (агентурно-оперативная работа по печати, зрелищам, артистам, литераторам и гуманитарной интеллигенции) Секретно-политического отдела ОГПУ при СНК СССР, помощник начальника отделения ЭКУ ОГПУ СССР.
- 1932—1933 — помощник начальника 8-го отделения (сельское хозяйство) Экономического управления ОГПУ при СНК СССР.
- 1933 год — июль 1934 года — помощник начальника 7-го отделения (внешняя торговля) Экономического управления ОГПУ при СНК СССР.
- июль 1933 года — июль 1934 года — начальник 3-го отделения (резиновая, химическая, строительная промышленность и Госплан) Экономического управления ОГПУ при СНК СССР (по совместительству с работой работы в 7-м отделении).
- 1934—1935 — начальник 3-го отделения Экономического отдела ГУГБ НКВД СССР.
- 1935—1936 — начальник 5-го отделения Экономического отдела Главного управления государственной безопасности НКВД СССР (ГУГБ НКВД СССР).
- 1936—1937 — начальник 6-го отделения Экономического отдела ГУГБ НКВД СССР, помощник начальника 3-го отдела (контрразведка) ГУГБ НКВД СССР, помощник начальника Контрразведывательного отдела ГУГБ НКВД СССР.

В середине 1920-х годов работает по линии борьбы с сионистами в Секретном отделе ОГПУ. С сентября 1936 года состоит на должностях начальника 6-го отделения и помощника начальника Экономического отдела ГУГБ НКВД СССР. С декабря 1936 года — начальник 6-го отделения и помощник начальник 3-го отдела ГУГБ НКВД СССР. Являлся одним из руководителей следствия по делу «антисоветского троцкистского центра».
Благодаря близкому знакомству с семьёй Генриха Ягоды достиг видного положения и быстро продвигался по карьерной лестнице. Имел непосредственное отношение к оперативному отделу комендатуры Кремля, ведавшему охраной высших должностных лиц. Занимал должность заместителя начальника Оперативного управления НКВД, отвечавшего за охрану Кремля, часто сопровождал Сталина в его поездках.
Один из организаторов Московских процессов, допрашивал среди прочих Исаака Рейнгольда.
Жена Соня Ефимовна Фрадкина, сотрудница Экономического управления НКВД. Младшая сестра журналиста Бориса Волина, а также жены карикатуриста Бориса Ефимова.. По воспоминаниям Бориса Ефимова, с будущей женой Леонид Черток познакомился на катке. Молодые супруги получили большую комфортабельную квартиру на восьмом этаже в огромном жилом доме общества «Динамо» по адресу улица Дзержинского, дом № 12 (ныне улица Большая Лубянка д. № 12). После того, как в сентябре 1936 года Генрих Ягода был снят с поста наркома НКВД, началась «зачистка» и его команды.

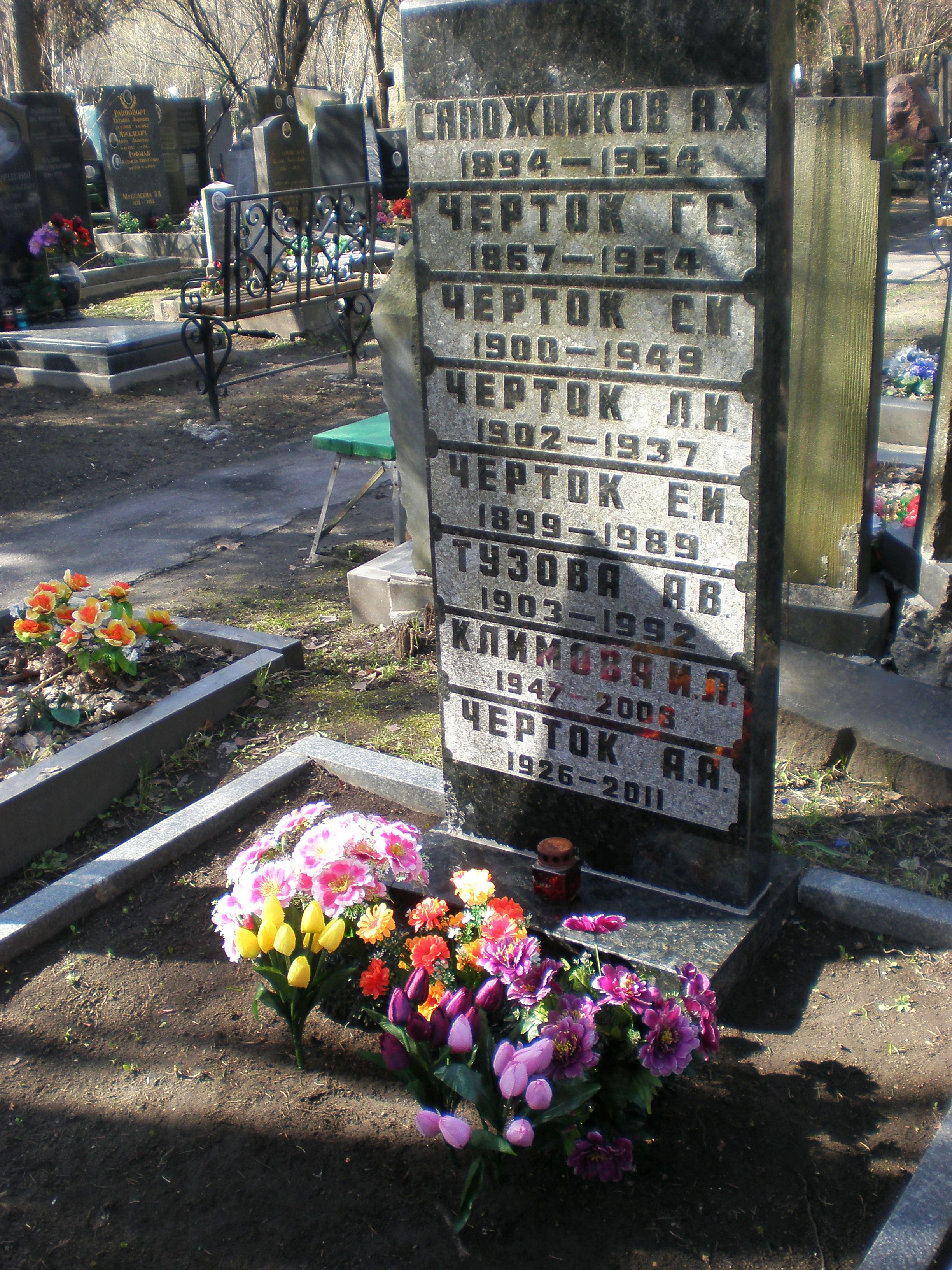
Могила Чертока Л. И. на Донском кладбище

12 апреля 1937 года новый нарком НКВД Николай Ежов подписал ордер на арест Чертока, он был объявлен немецким шпионом, исключён из партии и уволен из органов НКВД. 13 апреля, когда его пришли арестовывать, покончил жизнь самоубийством, выбросившись из окна своей квартиры на восьмом этаже.
Юлиан Семенов приводит отзыв Льва Шейнина об этом: «Когда меня привезли в Лефортово, я сказал следователю: „если будет боржоми, — подпишу все, что попросите о моей, лично моей шпионской работе“, — я-то знал, что исход один… Впрочем, я еще хранил иллюзии. Черток в этом смысле оказался самым умным». — «Кто такой Черток?» — «Это следователь Льва Борисовича Каменева… Чудовище был, а не человек… Он себе такое позволял, работая с Каменевым… Словом, когда за ним пришли, а это случилось через месяц после того, как Каменев был расстрелян, он прокричал: „Я вам не Каменев, меня вы не сломите!“ — и сиганул с балкона».
Был лишён всех званий и наград, партбилет погашен Московским комитетом ВКП(б) 22 апреля 1937 года как «умершего». Похоронен на Новом Донском кладбище (участок № 4, 3 аллея).

## Семья
- Сестра — Елизавета Исааковна Черток (1899—1989), участник гражданской войны, ответственный работник Наркомата внешней торговли.
- Сестра — Софья Исааковна Черток (1900—1949), сотрудница НКВД.
- Брат — Михаил Исаакович Черток, сотрудник НКВД, похоронен в Ленинграде.
- Жена — Софья Ефимовна Черток (урождённая Фрадкина, 1905—?), сотрудница Экономического управления НКВД, сестра историка и журналиста Бориса Волина и сценариста Г. Е. Фрадкина[4].
- Племянник — Леонид Михайлович Черток, режиссёр театра и кино.

### Звания
- Майор государственной безопасности

### Награды
- Орден Красного Знамени (1935);
- Орден Красного Знамени;
- Орден Красного Знамени;
- Знак «Почётный работник ВЧК—ГПУ (V)», 5-летия ВЧК-ГПУ № 725 (1931);
- Знак «Почётный работник ВЧК—ГПУ (XV)», 15-летия ВЧК-ГПУ (1933);
- Орден «Знак Почёта» (14 мая 1936) — «за организацию и проведение образцового порядка в день первомайского парада и демонстрации»[5]
- Именное оружие № 105963 от 20 июня 1932 за примерную работу в органах НКВД.